# Dascyllus
A Dascyllus  a sugarasúszójú halak (Actinopterygii) osztályába a sügéralakúak (Perciformes) rendjébe és a korállszirtihal-félék családjába tartozó nem.

## Rendszerezés
A nembe az alábbi 10 faj tartozik:
- Dascyllus albisella
- kis poroszhal (Dascyllus aruanus)
- Dascyllus auropinnis
- Dascyllus carneus
- Dascyllus flavicaudus
- Dascyllus marginatus
- nagy poroszhal vagy feketefarkú poroszhal  (Dascyllus melanurus)
- Dascyllus reticulatus
- Dascyllus strasburgi
- dominó sügér (Dascyllus trimaculatus)